# La Pimpinella Escarlata (pel·lícula de 1934)
La Pimpinella Escarlata (títol original: The Scarlet Pimpernel) és una pel·lícula d'aventures britànica de 1934 dirigida per Harold Young i protagonitzada per Leslie Howard, Merle Oberon i Raymond Massey. Basada en l'obra de 1905 de la baronessa Orczy i Montagu Barstow i la clàssica novel·la d'aventures de 1905 d'Orczy, la pel·lícula va ser produïda per Alexander Korda. La representació que fa Howard del personatge del títol sovint es considera la representació definitiva del paper. El 1941, va tenir un paper similar a "'Pimpernel' Smith", però aquesta vegada es va ambientar a l'Alemanya anterior a la Segona Guerra Mundial. Està doblada al català.

## Argument
El 1792, poc abans del Regnat del Terror, una noble descobreix que el seu marit és "La Pimpinella Escarlata", un desconegut que rescata aristòcrates de la fulla de la guillotina.

## Repartiment
- Leslie Howard com Sir Percy Blakeney
- Merle Oberon com Lady Blakeney
- Raymond Massey com Chauvelin
- Nigel Bruce com El Princep of Gal·les
- Bramwell Fletcher com Sacerdot
- Anthony Bushell com Sir Andrew Ffoulkes
- Joan Gardner com Suzanne de Tournay
- Walter Rilla com Armand St. Just
- Mabel Terry-Lewis com Comtessa de Tournay
- O. B. Clarence com Comte de Tournay
- Ernest Milton com Robespierre
- Edmund Breon com Coronel Winterbottom
- Melville Cooper com Romney
- Gibb McLaughlin com Barber
- Morland Graham com Treadle
- Allan Jeayes com Lord Grenville
- A. Bromley Davenport com Brogard
- William Freshman com Lord Hastings
- Derrick de Marney com membre de la Lliga (sense acreditar)
- Robert Rietti com noi (sense acreditar)
- Philip Strange com membre de la Lliga (sense acreditar)

## Producció
El 1934, Alexander Korda intentava elevar la indústria cinematogràfica britànica al nivell percebut de la indústria cinematogràfica estatunidenca. Per fer-ho, va decidir importar directors americans per treballar en les seves pel·lícules, convidant (entre d'altres) a l'escriptor i director Rowland Brown a dirigir La Pimpinella Escarlata, una gran oportunitat per al jove director.
Korda, un hongarès nascut en un poble no llunyà de la granja de la baronessa Orczy, havia tingut recentment un gran èxit amb l'actor Charles Laughton a la pel·lícula La vida privada d'Enric VIII, per la qual cosa va demanar a Laughton que interpretés el paper de Sir Percy. Quan l'anunci va sortir a la premsa, la reacció dels nombrosos seguidors de la Pimpinella va ser negativa. Es va pensar que el Laughton, de nas pla, era una mala elecció per interpretar el suau Sir Percy. Korda va donar així el paper a Leslie Howard.
Poc després de començar el rodatge, Korda va arribar al plató per observar a Brown treballant. Li va dir a Brown que dirigia el clàssic com una pel·lícula de gàngsters. Raymond Massey, que va presenciar l'escena, va escriure "Brown va anunciar que dirigiria la manera que li agradava o marxaria. L'Alex va dir molt dolçament: 'Si us plau, marxa'". Korda va substituir Brown per un altre estatunidenc que ja estava treballant per ell, el muntador-director Harold Young ; en aquest cas, Brown es va quedar a l'atur i encallat a Anglaterra.

## Recepció
Andre Sennwald va escriure a The New York Times que "'La Pimpinella Escarlata' és commovedora i bella a la vista, i entrellaça el fons ricament texturitzat d'aquells formiguejants mesos de la Revolució Francesa en un joc fotogràfic enormement satisfactori... La narració sembla una mica pausada en alguns llocs? No importa. Era una època tranquil·la i aquí teniu un entreteniment suculent i captivador. També va elogiar l'actuació de Leslie Howard, i la pel·lícula en si es va estrenar al Radio City Music Hall de la ciutat de Nova York.
La Pimpinella Escarlata va ser la sisena pel·lícula més popular a la taquilla britànica durant 1935–36.